# خوان کروز اوچوا
خوان کروز اوچوا (انگلیسی: Juan Cruz Ochoa؛ زادهٔ ۴ مارس ۱۹۷۹) بازیکن فوتبال اهل اسپانیا است.
از باشگاه‌هایی که در آن بازی کرده‌است می‌توان به باشگاه فوتبال دپورتیوو آلاوس، باشگاه فوتبال رئال مورسیا، باشگاه فوتبال اوئسکا، باشگاه فوتبال نومانسیا، و باشگاه فوتبال اوپن اشاره کرد.